# 염화 뮤오늄
염화 뮤오늄 (muonium chloride, 라틴어: Myonium chloratum, Myonii chloridum)은 별난 원자의 하나인 뮤오늄으로 이루어진 무기 화합물이며, 염화물의 일종으로, 화학식은 MuCl이다. 구성 원자인 뮤오늄(원소 기호 Mu)는 상대적으로 무거운 하전 경입자인 반뮤온과 가벼운 전자가 전자기 상호 작용을 통해 속박 상태에 있는 원자로, 양자와 전자로 이루어진 보통의 수소에 본떠 명명된다. 2001년에 혹은 과학자들이 합성에 성공했다. 염화 뮤오늄의 반감기는 2마이크로초이다.

## 화학적 성질
염화 뮤오늄은 염화 이온과 반뮤온으로 분해된다. 염화 이온과 반뮤온이 이온 결합을 통해 형성되기 때문이다.

## 참고 문헌
1. 1 2  W.H. Koppenol (IUPAC) (2001). “Names for muonium and hydrogen atoms and their ions” (PDF). 《Pure and Applied Chemistry》 73 (2): 377–380. doi:10.1351/pac200173020377. 2011년 7월 30일에 확인함.
2. ↑  “化合物命名法談義”. 2021/9/23에 확인함.
3. ↑  MuCl is named“muonium chloride”,which yields positive muons (or muonium ions), Mu+, and chloride ions, Cl–, upon dissociation 보관됨 2011-05-14 - 웨이백 머신(PDF)